# Прец, Михаэль
Ми́хаэль Прец (нем. Michael Preetz; 17 августа 1967, Дюссельдорф, ФРГ) — немецкий футболист, играл на позиции нападающего. Продолжительное время работал спортивным менеджером футбольного клуба «Герта».

## Карьера
В 18 лет подписал контракт с основной командой дюссельдорфской «Фортуны», но в основной состав попал не сразу; поначалу набирался опыта у основных нападающих клуба — Михаэля Блеттеля, Свена Демандта и Хенрика-Равн Йенсена. 2 сентября 1986 года дебютировал в бундеслиге в матче против мангеймского «Вальдхофа», закончившегося победой его команды со счётом 2:0. Однако в том сезоне «Фортуна» вылетела во вторую лигу. Закрепившись в её составе уже к середине следующего сезона, Михаэль становится одним из лучших игроков команды. Летом 1990 года он неожиданно переходит в «Саарбрюкен», где становится в сезоне 1991/92 лучшим бомбардиром второй бундеслиги. После такой игры на Михаэля положил глаз «Дуйсбург», и уже в сезоне 1992/93 он выступал в футболке этой команды. В том сезоне он забил 17 мячей, чем позволил «Дуйсбургу» выйти в бундеслигу. Однако там у него игра не заладилась и летом 1994 года он подписал контракт с «Ваттеншайдом», который выступал во второй бундеслиге. За два сезона проведённые в клубе он сыграл 60 матчей и забил 17 мячей, но особо ничем не запомнился. В сезоне 1995/96 «Ваттеншайд» покидает вторую бундеслигу, и Михаэль, не желая играть ниже уровнем, подписывает контракт с берлинском «Гертой».
Тут и начинается его восхождение. В следующем сезоне «Герта» выходит в бундеслигу. В первом сезоне в бундеслиге будучи игроком «Герты» забивает 14 мячей. А в следующем становится лучшим бомбардиром германского первенства с 23 мячами. В том же году получает вызов в сборную, а «Герта», благодаря его голам, становится бронзовым призёром первенства. Он же становится первым футболистом «Герты», забившим голы в Лиге чемпионов. В те годы «Герта» находилась близко к лидерам немецкого чемпионата, в 2001 и 2002 она выигрывала кубок немецкой лиги. Михаэль же стабильно проводил более тридцати матчей за сезон и забивал более десяти мячей. В 2000 году он примерил на себя капитанскую повязку «Герты» и не расставался с ней до конца своей футбольной карьеры в 2003 году.

## Статистика по сезонам

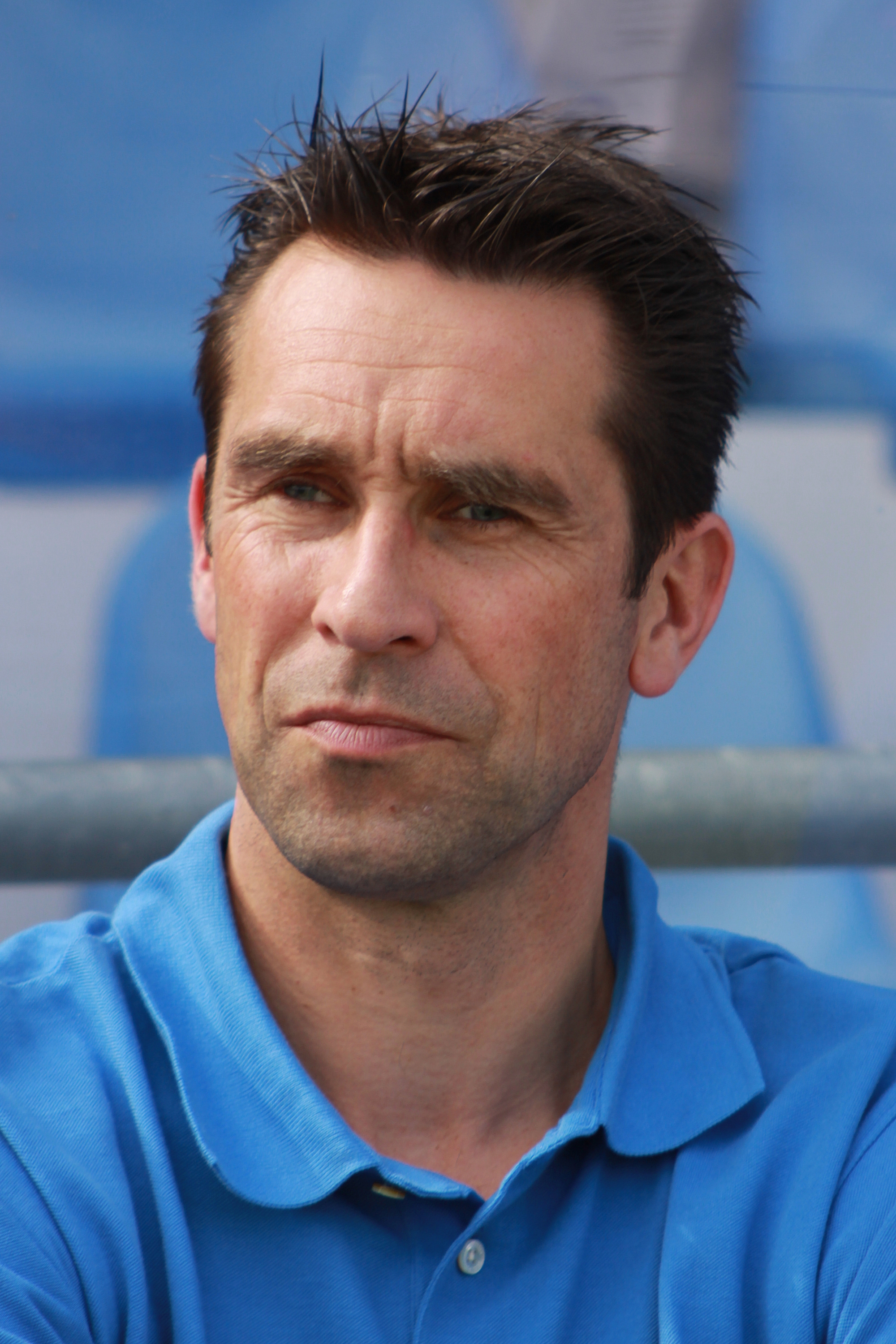
Михаэль Прец

| Сезон     | Команда               | Лига              | Матчи | Голы |
| --------- | --------------------- | ----------------- | ----- | ---- |
| 1986/87   | Фортуна (Дюссельдорф) | Бундеслига        | 23    | 5    |
| 1987/88   | Фортуна (Дюссельдорф) | Вторая Бундеслига | 22    | 4    |
| 1988/89   | Фортуна (Дюссельдорф) | Вторая Бундеслига | 31    | 11   |
| 1989/90   | Фортуна (Дюссельдорф) | Бундеслига        | 15    | 0    |
| 1990/91   | Саарбрюккен           | Вторая Бундеслига | 38    | 12   |
| 1991/92   | Саарбрюккен           | Вторая Бундеслига | 32    | 16   |
| 1992/93   | Дуйсбург              | Вторая Бундеслига | 42    | 17   |
| 1993/94   | Дуйсбург              | Бундеслига        | 23    | 2    |
| 1994/95   | Ваттеншайд 09         | Вторая Бундеслига | 32    | 10   |
| 1995/96   | Ваттеншайд 09         | Вторая Бундеслига | 28    | 7    |
| 1996/97   | Герта                 | Вторая Бундеслига | 31    | 9    |
| 1997/98   | Герта                 | Бундеслига        | 32    | 14   |
| 1998/99   | Герта                 | Бундеслига        | 34    | 23   |
| 1999/00   | Герта                 | Бундеслига        | 32    | 12   |
| 2000/01   | Герта                 | Бундеслига        | 33    | 16   |
| 2001/02   | Герта                 | Бундеслига        | 34    | 12   |
| 2002/03   | Герта                 | Бундеслига        | 31    | 7    |
| 1986—2003 | Итого                 | Везде             | 513   | 177  |

## Карьера в сборной
6 февраля 1999 года дебютировал в составе сборной Германии в матче против национальной команды США, который неожиданно был проигран со счётом 0:3 Через три дня, в матче против национальной сборной Колумбии Михаэль забивает свои дебютные два мяча. Участвовал в кубке конфедераций 1999 года, проходившем в Мексике. Там он появился на поле лишь в одном матче, в матче против сборной Новой Зеландии, в котором он забил один гол. Последний матч за сборную провёл 16 апреля 2000 года против национальной сборной Швейцарии.
| Дата           | Место проведения | Оппонент          | Счёт | Голы | Соревнование                |
| 6 февраля 1999 | Майами           | США               | 0:3  | —    | Товарищеский матч           |
| 9 февраля 1999 | Майами           | Колумбия          | 3:3  | 2    | Товарищеский матч           |
| 27 марта 1999  | Порт-Элизабет    | Северная Ирландия | 3:0  | —    | Отборочный матч к ЕВРО-2000 |
| 24 июля 1999   | Гвадалахара      | Бразилия          | 0:4  | —    | Кубок конфедераций 1999     |
| 28 июля 1999   | Гвадалахара      | Новая Зеландия    | 2:0  | 1    | Кубок конфедераций 1999     |
| 30 июля 1999   | Гвадалахара      | США               | 0:2  | —    | Кубок конфедераций 1999     |
| 24 апреля 2000 | Кайзерслаутерн   | Швейцария         | 1:1  | —    | Товарищеский матч           |

## Достижения
- Лучший бомбардир в истории «Герты»
- Лучший бомбардир бундеслиги сезона 1998/99 — 23 гола
- Бронзовый призёр бундеслиги сезона 1998/99
- Обладатель Кубка Немецкой Лиги (2001, 2002)
- Финалист Кубка Немецкой Лиги (2000)